# Aphaniosoma curvistylus
Aphaniosoma curvistylus (лат.) — вид мух рода Aphaniosoma из семейства Chyromyidae. Видовой эпитет представляет собой сочетание латинских слов curvus и stylus и относится к изогнутой форме постгонита.

## Распространение
Израиль.

## Описание
Мелкие мухи с телом длиной 0,9 мм (самец) и 1,3 мм (самка). Бледно-жёлтый вид с бледно-коричневыми виттами на скутуме; бледно-жёлтый блестящий эпандрий и полностью бледный эдеагус; изогнутый постгонит хорошо виден у большинства экземпляров самцов; 4 коротких фронто-орбитальных волоска и отсутствие длинных фронтальных волосков перед оцеллярным треугольником. Голова жёлтая, включая оцеллярный треугольник и весь затылок. Грудь жёлтая с жёлтым микротоментумом; щитик с бледно-коричневыми виттами. Ноги жёлтые с многочисленными бледными волосками, разбросанными по всем ногам, причем волоски на переднем бедре длиннее; апико-вентральная щетинка на средней голени присутствует; коготки чёрные в вершинной половине, пульвиллы нормальные; задний трохантер не изменен. Тергиты брюшка жёлтые с бледно-коричневыми полосами на базальных ⅓ тергитов; скудно покрыты волосками, краевые волоски 5 и 6 тергитов отчётливые и длинные; стернит 6 сильно изменен. Похожие виды: на Ближнем Востоке A. curvistylus имеет общий с A. meltseri Ebejer, 2023 бледный медиотергит и отсутствие длинных волосков перед передним глазком, но гипопигий отличается по структуре. A. nudum Ebejer, 2007 из Монголии похож на A. curvistylus по внешнему виду медиотергита и рисунку волосков на фронтоне, но структура гипопигия также отличается.